# Jafar Irismetov
Jafar Irismetov (in russo Джафар Ирисметов?; Tashkent, 23 agosto 1976) è un ex calciatore uzbeko, attaccante.

## Carriera

### Club
Ha diviso la sua ventennale carriera tra Uzbekistan, Grecia, Russia, Bielorussia, Ucraina, Azerbaigian, Kazakistan e Cina, segnando 242 gol in 438 partite di campionato, alla media di 0,55 reti a partita. Tra il 1996 e il 1997, in due stagioni, realizza 57 marcature in 57 giornate di campionato, vincendo due titoli di miglior marcatore e conservando una media di 1 gol a incontro. Dopo la disavventura greca, dove gioca un solo incontro con la prima squadra, torna in patria, segnando 8 gol in 10 giornate (0,8 di media). Nel 1998 si trasferisce in Russia ma dopo aver cambiato due maglie è di nuovo a Tashkent: firma 45 reti in 37 giornate di campionato, alla media di 1,22 realizzazioni a partita. Veste la casacche di Spartak Mosca, Slavija Mozyr, Anzhi, Paxtakor e Kryvbas prima di stabilirsi definitivamente in Kazakistan: tra il 2004 e il 2008 segna 62 gol in 128 partite di campionato vestendo i colori di tre squadre diverse, tentando l'avventura asiatica, nella seconda divisione cinese. Tornato in patria nel 2009, decide di terminare la carriera tre anni più tardi.
Totalizza 174 gol in 265 incontri di campionato uzbeko, che ne fanno uno dei migliori marcatori e uno dei migliori giocatori in termini di media realizzativa (0,66) della storia del torneo.

### Nazionale
Ha giocato per un decennio nella Nazionale uzbeka, segnando 15 gol in 36 sfide internazionali (alla media di 0,42 gol a partita).

## Palmarès

### Club
- Campionato russo: 1

Spartak Mosca: 2001
- Campionato uzbeko: 1

Paxtakor: 2003
- Coppa d'Uzbekistan: 1

Paxtakor: 2003
- Qazaqstan Superliga: 1

Qaýrat: 2004
- Coppa del Kazakistan: 1

Almatı: 2006
- Supercoppa del Kazakistan: 1

Aqtöbe: 2008
- China League One: 1

Liaoning: 2009

### Individuale
- Capocannoniere del campionato uzbeko: 3

1996 (23 gol, ex aequo con Oleg Shatskikh), 1997 (34 gol), 2000 (45 gol)
- Capocannoniere del campionato kazako: 2

2006 (17 gol), 2007 (17 gol)